# Pucshon állomás
Pucshon (Bucheon) állomás a szöuli metró 1-es vonalának állomása Kjonggi (Gyeonggi) tartomány Pucshon (Bucheon) városában. Vasútállomásként 1899-ben, metróállomásként 1974-ben adták át. Korábban az 1951-ben megnyitott, majd 1980-ban bezárt Kimpho (Gimpo)-vonalat is kiszolgálta.

## Viszonylatok
| 1-es vonal                               | 1-es vonal                                                                         | 1-es vonal                                       |
| ---------------------------------------- | ---------------------------------------------------------------------------------- | ------------------------------------------------ |
| Szosza (Sosa) Szojoszan (Soyosan) felé   | Kjongin (Gyeongin) szakasz személyvonat Kjongvon (Gyeongwon) szakasz expresszvonat | Csung-tong (Jung-dong) Incshon (Incheon) felé    |
| Jokkok (Yeokgok) Jongszan (Yongsan) felé | Kjongin (Gyeongin) szakasz expresszvonat                                           | Szongne (Songnae) Tongincshon (Dongincheon) felé |